# Eclipse (Amorphis-Album)
Eclipse ist das siebte Studioalbum der finnischen Metal-Band Amorphis. Es erschien im Februar und März 2006 bei Nuclear Blast. Mit dem neuen Sänger Tomi Joutsen und einer Änderung im Musikstil stellt Eclipse ein wichtiges Album in der Geschichte von Amorphis dar. Es ist seit dem Album Elegy das erste Amorphis-Album, bei dem neben normalem klaren Gesang wieder verstärkt Growlgesang zum Einsatz kommt und nach Tales from the Thousand Lakes erst das zweite, dass sich textlich mit dem Kalevala beschäftigt.

## Entstehung und Veröffentlichung
Nachdem der langjährige Sänger Pasi Koskinen Amorphis im August 2004 verlassen hatte, fand die Band erst im Frühjahr 2005 mit Tomi Joutsen einen Ersatz. Nach einer Tournee in den Vereinigten Staaten im Frühsommer 2005 wurde im Juli 2005 das Album Eclipse in den Sonic Pump Studios aufgenommen.
Eclipse erschien am 15. Februar 2006 in Finnland, zwei Tage später im nichtdeutschsprachigen Europa, am 24. Februar in Deutschland, Österreich und der Schweiz und am 21. März in den Vereinigten Staaten. Black Lodge Records veröffentlichte am 23. Juni 2006 auch eine limitierte Version auf Schallplatte. Die erste Single House of Sleep erschien am 4. Januar 2006 im Vorfeld der Albumveröffentlichung. Am 7. Juni 2006 wurde mit The Smoke eine zweite Single veröffentlicht, die neben dem Titelstück das Video zu House of Sleep enthielt. Da Amorphis sich von Virgin Records getrennt hatte, wurde das Album von Nuclear Blast veröffentlicht.
Neben der normalen Version existiert auch eine limitierte Auflage des Albums im Digipack mit dem zusätzlichen Stück Stone Woman, das bereits auf der Single House of Sleep als B-Seite veröffentlicht wurde. Stone Woman war auch auf der Vinyl-Version enthalten. 

## Titelliste
1. Two Moons (Holopainen, Kallio) – 3:22
2. House of Sleep (Holopainen) – 4:10
3. Leaves Scar (Holopainen) – 3:38
4. Born from Fire (Kallio) – 3:59
5. Under a Soil and Black Stone (Kallio, Koivusaari) – 4:13
6. Perkele (The God of Fire) (Etelävuori) – 3:31
7. The Smoke (Holopainen) – 3:39
8. Same Flesh (Kallio) – 4:40
9. Brother Moon (Holopainen) – 4:47
10. Empty Opening (Holopainen) – 5:48
11. Stone Woman (Bonustrack) – 3:35

## Stil

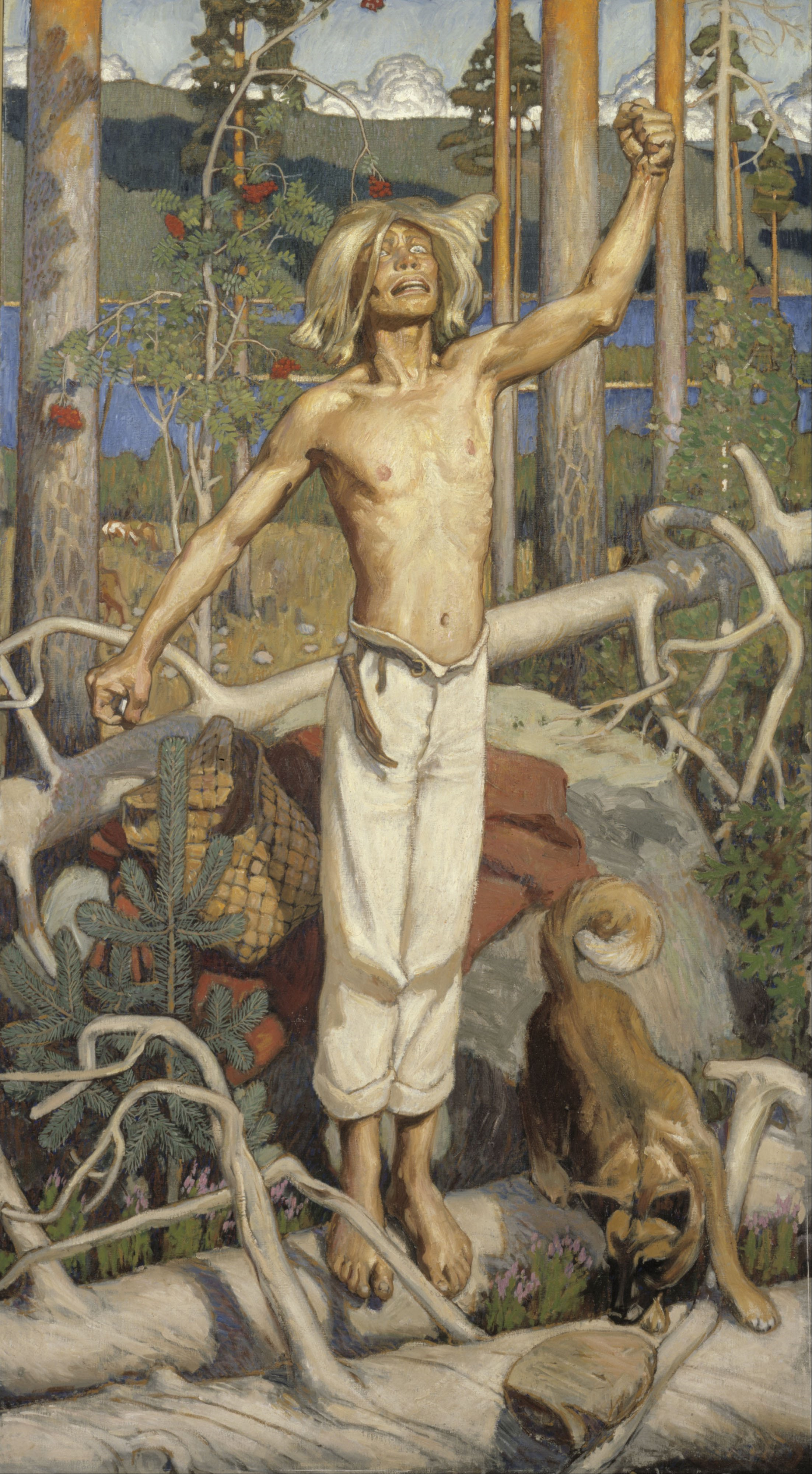
Akseli Gallen-Kallela: Kullervos Fluch

### Musik
Mit Tomi Joutsen als neuem Sänger mischt die Band zum ersten Mal seit zwei Alben wieder klaren und Growl-Gesang. Insgesamt ist Eclipse deutlich härter als die vorherigen Alben, laut Esa Holopainen liegt dieser Stilwechsel am neuen Sänger:

„Tomi ist ein Fan unserer alten Sachen und wollte unbedingt auch ein wenig in die Richtung arbeiten, er kam dann eben mit einigen Parts an, und wir fanden das ziemlich cool.“

Auf dem Album sind auch Einflüsse des Psychedelic Rock der 1970er Jahre zu hören, ebenso wie Elemente der traditionellen finnischen Musik. Dabei entwickelt Amorphis sich nicht in eine gänzlich neue Richtung, sondern kombiniert vielmehr die bekannten Elemente der Vorgängeralben.

### Texte und Cover
Wie schon Tales from the Thousand Lakes befasst sich Eclipse textlich mit dem finnischen Nationalepos Kalevala. Die Texte stammen aus Paavo Haavikkos Kullervon tarina (1982), einer Theateradaption des  Kullervo-Zyklus des Kalevala. Der Zyklus beschreibt die tragische Lebensgeschichte des Charakters Kullervo. Dieser war als Kind versklavt worden und kehrte, nachdem er Rache genommen hatte, zu seinen Eltern zurück. Nachdem er unwissentlich seine Schwester verführt hat, begeht diese Selbstmord. Nach dem Tod seiner Eltern stürzt sich auch Kullervo in sein Schwert.
Das Albumcover von Eclipse wurde von Travis Smith entworfen, der bereits für Katatonia arbeitete. Er ließ sich vom Tuonela-Artwork inspirieren. Das Cover zeigt einen Kreis, dessen obere Hälfte als Sonne stilisiert ist, die untere soll den Mond darstellen. Esa Holopainen sagte zu dieser Symbolik: „Die Sonne und der Mond auf dem Bild spiegeln den Geisteszustand unseres Protagonisten wider.“ (Esa Holopainen in einem Interview mit dem Musikmagazin Orkus)

## Erfolge und Kritik
Sowohl das Album als auch die erste Single stiegen in Finnland auf Platz 1 in den Charts ein. Elke Huber schreibt für Powermetal.de: „Ein Album ohne nennenswerte Schwächen, mit großem Abwechslungsreichtum und einem gewissen Spannungsbogen.“ (Elke Huber im Review zu Eclipse) Metal.de geht noch einen Schritt weiter und meint „wunderschöne Songs […] und monumentale Gänsehautmelodien zum Niederknien machen „Eclipse“ zu einem Meilenstein in der Bandgeschichte.“ (Thomas im Review zu Eclipse)
Tomi Joutsen wird von The-Pit.de wegen seines klaren Gesangs angegriffen. Das Magazin schreibt über die erste Single des Albums, House of Sleep, Tomi Joutsen liefere „eine derartig aalglatte Gesangsperformance[,] bei der, besonders im Vers, selbst ein Ville Valo von HIM beleidigt wäre.“ (The-Pit.de im Review zu Eclipse) Andere Rezensionen beschreiben Tomi Joutsen als gleichwertigen Ersatz für Pasi Koskinen. So schreibt laut.de: „Auch wenn Pasi mit seiner Stimme ein wesentlicher Bestandteil von Amorphis war, so fügt sich der neue Mann am Mikro doch hervorragend in den Sound der Finnen ein. Was andere Bands zum Untergang verdammen könnte, scheint bei Amorphis nicht weniger als ein zusätzlicher Schub nach vorne gewesen zu sein.“ (Laut.de im Review zu Eclipse)